# Jiří Skobla
Jiří Skobla, född 16 april 1930 i Prag, död 18 november 1978, var en tjeckoslovakisk friidrottare.
Skobla blev olympisk bronsmedaljör i kulstötning vid sommarspelen 1956 i Melbourne.